# Karel Voříšek
Karel Voříšek (* 12. října 1963 Slaný) je český televizní moderátor, od května 2013 působí na FTV Prima, dříve také ve zpravodajství TV Nova. Je autorem 3 knih – Jak být přesvědčivý a neztratit se v davu, Osudová životních šansoniérů a Štěstí se dá naučit.

## Životopis

### Studium
Maturitu složil na gymnáziu v Kralupech nad Vltavou, kde byl předsedou Celoškolského výboru SSM. Pokračoval studiem politických věd (vědeckého komunismu) a historie na pražské Filozofické fakultě Univerzity Karlovy. V průběhu studia, v roce 1984 se stal členem KSČ a od druhého do třetího ročníku (1983–1985) byl předsedou Fakultního výboru SSM.

### Televizní kariéra
V roce 1985 začal pracovat jako programový hlasatel Československé televize. V letech 1987–1993 tam pracoval jako redaktor. Podílel se zejména na pořadu Vysílá studio Jezerka.
V období 1999–2013 pracoval v TV Nova jako moderátor Televizních novin. Popularitu Karla Voříška jako moderátora TV Nova dokládají jeho opakované úspěchy v anketě TýTý.
Po vypuknutí kauzy kolem údajné spolupráce s StB Voříška televize Nova stáhla ze zpravodajství, asi na dobu pěti měsíců. V březnu 2013 ukončil s televizí po vzájemné dohodě spolupráci a koncem května 2013 začal moderovat hlavní zpravodajskou relaci FTV Prima.

### Ocenění
V letech 2007, 2008, 2009 a 2013 se umístil na prvním místě v anketě TýTý v kategorii Osobnost televizního zpravodajství. V roce 2008 byl navíc vyhlášen i absolutním vítězem ankety.

### Spor o spolupráci s StB
V listopadu 2012 upozornil server Aktuálně.cz na informace publikované v knize o Filozofické fakultě UK za normalizace Náměstí Krasnoarmějců 2. V době, kdy byl Karel Voříšek studentem vědeckého komunismu a historie, měl informovat Státní bezpečnost pod krycím jménem „RENDA“ (registrační číslo 26515, svazek založen 8. března 1983, roku 1989 skartován) o kauzách, které řešil ve své funkci fakultního předsedy SSM. Měl také předávat informace o problémových, např. věřících studentech. Karel Voříšek jakoukoliv spolupráci s StB popřel a v únoru 2013 podal prostřednictvím advokáta Josefa Lžičaře žalobu na ochranu osobnosti. Dne 30. července 2014 Městský soud v Praze rozhodl, že Voříšek byl ve svazcích Státní bezpečnosti veden neoprávněně.

### Knihy
V roce 2014 napsal s doc. Jitkou Vysekalovou knihu Jak být přesvědčivý a neztratit se v davu. O rok později vyšla kniha básní Osudová životních šansoniérů. Zatím posledním literárním počinem Karla Voříška je kniha z roku 2016 Štěstí se dá naučit. Jedná se o osobní zpověď, jak se dá naučit štěstí a ještě zhubnout za 3 měsíce 12 kilo. Mluví zde o svém partnerském vztahu i o chvílích, kdy přišel o práci. V knize jsou i recepty, jak na strachy a obavy, jak se naučit žít sám se sebou i s lidmi kolem, jak na lásku, na hádky a blbce kolem nás i v nás.

### Rodinný život
Má mladší sestru Janu.
Od roku 2003 je jeho partnerem Vladimír Řepka.